# Édouard Thibault
Pour les articles homonymes, voir Thibault.
Édouard Thibault est un homme politique français, né le 27 septembre 1912 à Sablé-sur-Sarthe et mort le 17 novembre 1977 dans le 15e arrondissement de Paris.

## Biographie
Fils d'un professeur de philosophie, Lucien Thibault, militant de la Jeune République et maire MRP d'Uzès de 1947 à 1953, Edouard, pendant ses études à Dijon, puis Montpellier, partage les engagements de son père et milite lui-même à la Jeune République.
Après une licence de droit et un diplôme d'études supérieures d'histoire-géographie, il devient, en 1936, professeur au Lycée de Nîmes. Il participe aux combats de la seconde guerre mondiale, où il perd un œil. Reprenant son poste d'enseignant, il apporte son aide à plusieurs de ses élèves qui tentent d'échapper au STO, ce qui lui vaut une suspension au printemps 1944.
Menacé d'arrestation, il se réfugie en Bourgogne jusqu'à la Libération. Rentré à Nîmes, il obtient un poste à l'université, dans le même temps qu'il prend la tête du MRP local. En octobre 1945, il est élu député à la première assemblée constituante, puis à la seconde, en juin 1946, puis à la première législature de la Quatrième République, en novembre. Son engagement principal concerne la situation des écoles des Houllières, qui l'occupe de 1947 à 1951. Il est alors actif au sein de l'association parlementaire pour la liberté de l'enseignement.
Réélu député en 1951 sur une liste d'union du MRP et de la droite, il devient vice-président du groupe MRP à l'assemblée, jusqu'à sa nomination comme secrétaire d'Etat à l'intérieur, en juillet 1953, dans le gouvernement Joseph Laniel. Réélu en 1956, de nouveau grâce au soutien de la droite locale, il entre au conseil général du Gard en 1958, et conserve son siège de député, malgré le passage au scrutin majoritaire, en novembre 1958, battant au second tour, avec 52,9 % des voix, le candidat communiste Roger Roucaute.  L'année suivante, il est élu maire de Saint-Ambroix.
A l'assemblée, il intervient surtout sur les questions viticoles, qui intéressent directement sa circonscription, et pour la défense du petit bassin houiller des Cévennes, qui fait partie des premiers à subir la crise du charbon. Sur ces questions, il n'hésite pas à développer des critiques assez vives de l'action gouvernementale. Il se place notamment souvent du point de vue des mineurs, dont il demande l'amélioration des conditions de vie, de travail et de rémunération, et soutient les actions, notamment de grève, entretenant la tradition du christianisme social.
D'une façon générale, il s'éloigne de plus en plus de la politique gouvernementale et vote, comme la grande majorité des députés du MRP, la censure du gouvernement Pompidou en avril 1962.
En 1962, il perd son siège de député, au profit du communiste Roger Roucaute, et se consacre à son mandat municipal ainsi qu'à sa fonction de délégué général du comité français contre la faim dans le monde, qu'il occupe jusqu'en 1977. Ainsi, en 1964, il quitte le conseil général. Comme maire, il décide la réalisation d'un complexe sportif, d'équipements scolaires, de HLM.
En 1971, il renonce à se représenter aux municipales, et son premier adjoint Marcien Tuech lui succède.

## Fonctions
- Secrétaire d'État à l'Intérieur des gouvernements Joseph Laniel (du 2 juillet 1953 au 12 juin 1954)
- Député MRP du Gard (1945-1962)
- Maire de Saint-Ambroix (1959-1971)
- Conseiller général du canton de Saint-Ambroix (1958-1964)